# Van-Cittert-Dekonvolution
Die Van-Cittert-Dekonvolution (benannt nach Pieter Hendrik van Cittert) ist ein Verfahren, um die Faltung eines Bildes g mit einer Filtermaske (PSF) h rückgängig zu machen (Dekonvolution/inverse Filterung). Sie kann zur Verbesserung der Bildqualität benutzt werden, wenn das Bild zum Beispiel durch ein unscharfes Objektiv o. ä. „verwaschen“ wurde. Das Bild g stellt das ideale Bild dar, das man als Ergebnis des Verfahrens erhalten möchte. Das verwaschene Bild f, das den Ausgangspunkt des Verfahrens darstellt, wird beschrieben durch:
{\displaystyle f={\mathcal {H}}\ g=g*h}
Hier entspricht {\displaystyle {\mathcal {H}}} dem Filteroperator, der durch Faltung mit h dargestellt wird. Ziel ist es, folgenden Ausdruck zu berechnen:
{\displaystyle g={\mathcal {H}}^{-1}\ f}
Die Van-Cittert-Dekonvolution approximiert diesen durch eine iterative Formel:
{\displaystyle g_{0}=f\,}
{\displaystyle g_{k+1}=f+({\mathcal {I}}-{\mathcal {H}})g_{k}=f+(I-h)*g_{k}}
Dabei ist {\displaystyle {\mathcal {I}}} ein Operator, dessen Punktantwort I einem Delta-Puls entspricht (überall 0, nur in der Mitte 1). Die Operation {\displaystyle {\mathcal {I}}g_{k}} ergibt also gerade {\displaystyle g_{k}}. Die Stärke der Rückfaltung hängt von der Anzahl der Iterationsschritte k ab. Je mehr Iterationsschritte durchgeführt werden, desto stärker ist die Rückfaltung (Schärfung). Dafür wird das Bildrauschen bei zu großer Anzahl an Iterationen verstärkt und somit das Bild wieder undeutlich.

## Beispiel
Die folgenden Bilder zeigen die Anwendung der Van-Cittert-Iteration auf ein weichgezeichnetes Bild (3×3-Gauß-Filter):

## Herleitung
Im Fourierraum wird die Faltung zu einer punktweisen Multiplikation, sodass gilt:
{\displaystyle {\hat {g}}={\hat {f}}\cdot {\hat {h}}^{-1}={\frac {\hat {f}}{\hat {h}}}}
Dies lässt sich leicht berechnen, wenn die Übertragungsfunktion {\displaystyle {\hat {h}}} keine Nullstellen enthält, da sonst eine Division durch 0 nötig wäre. Um dieses Problem zu umgehen, führt man {\displaystyle {\hat {h}}'=1-{\hat {h}}} ein. Damit gilt dann:
{\displaystyle {\hat {g}}={\frac {\hat {f}}{\hat {h}}}={\frac {\hat {f}}{1-{\hat {h}}'}}\approx (1+{\hat {h}}'+{\hat {h}}'^{2}+{\hat {h}}'^{3}+\ldots )\cdot {\hat {f}}}
Im letzten Schritt wurde eine Taylor-Entwicklung durchgeführt. Dabei wird der Term {\displaystyle (1-{\hat {h}}')^{-1}} um die invariante Abbildung {\displaystyle {\hat {h}}=1}, bzw. {\displaystyle {\hat {h}}'=0} entwickelt. Im Ortsraum ergibt dieser Ausdruck:
{\displaystyle g={\mathcal {H}}^{-1}f\approx ({\mathcal {I}}+{\mathcal {H}}'+{\mathcal {H}}'^{2}+{\mathcal {H}}'^{3}+\ldots )f}    mit {\displaystyle {\mathcal {H}}'={\mathcal {I}}-{\mathcal {H}}}.
Unter Ausnutzung des Horner-Schemas für dieses Polynom erhält man obige Iterationsvorschrift:
{\displaystyle g_{0}=f}
{\displaystyle g_{k+1}=f+({\mathcal {I}}-{\mathcal {H}})g_{k}=f+(I-h)*g_{k}}